# Ясень-Славенко
Ясéнь-Славéнко (Ярослав Сеньків, нар. бл. 1895 — ?) — актор різноманітного плану родом зі Золочівщини.

## Життєпис
Народився бл. 1895 року.
На сцені 1915—1917 у Тернопільських Театральних Вечорах Леся Курбаса, Миколи Бенцаля, далі в Українському Незалежному Театрі (1920—1921) і в театрі товариства Української Бесіди у Львові (1922—1924).
Після 1924 зійшов зі сцени, учителював у Польщі.

## Його визначні креації
- Пастор («Молодість» М. Гальбе),
- Американець («Панна Мара» В. Винниченка),
- Макар («Суєта» І. Карпенка-Карого),
- Юрко («Казка старого млина» С. Черкасенка),
- Хома («Ой, не ходи Грицю…» М. Старицького),
- Виборний («Наталка Полтавка» І. Котляревського),
- Чорт (в однойменній п'єсі Ф. Мольнара),
- Дранко («Пошились у дурні» М. Кропивницького),
- Гурман («Украдене щастя» Івана Франка).